# Iberische Spiegel-Ragwurz
Die Einteilung der Lebewesen in Systematiken ist kontinuierlicher Gegenstand der Forschung. So existieren neben- und nacheinander verschiedene systematische Klassifikationen. 
Das hier behandelte Taxon ist durch neue Forschungen obsolet geworden oder ist aus anderen Gründen nicht Teil der in der deutschsprachigen Wikipedia dargestellten Systematik.

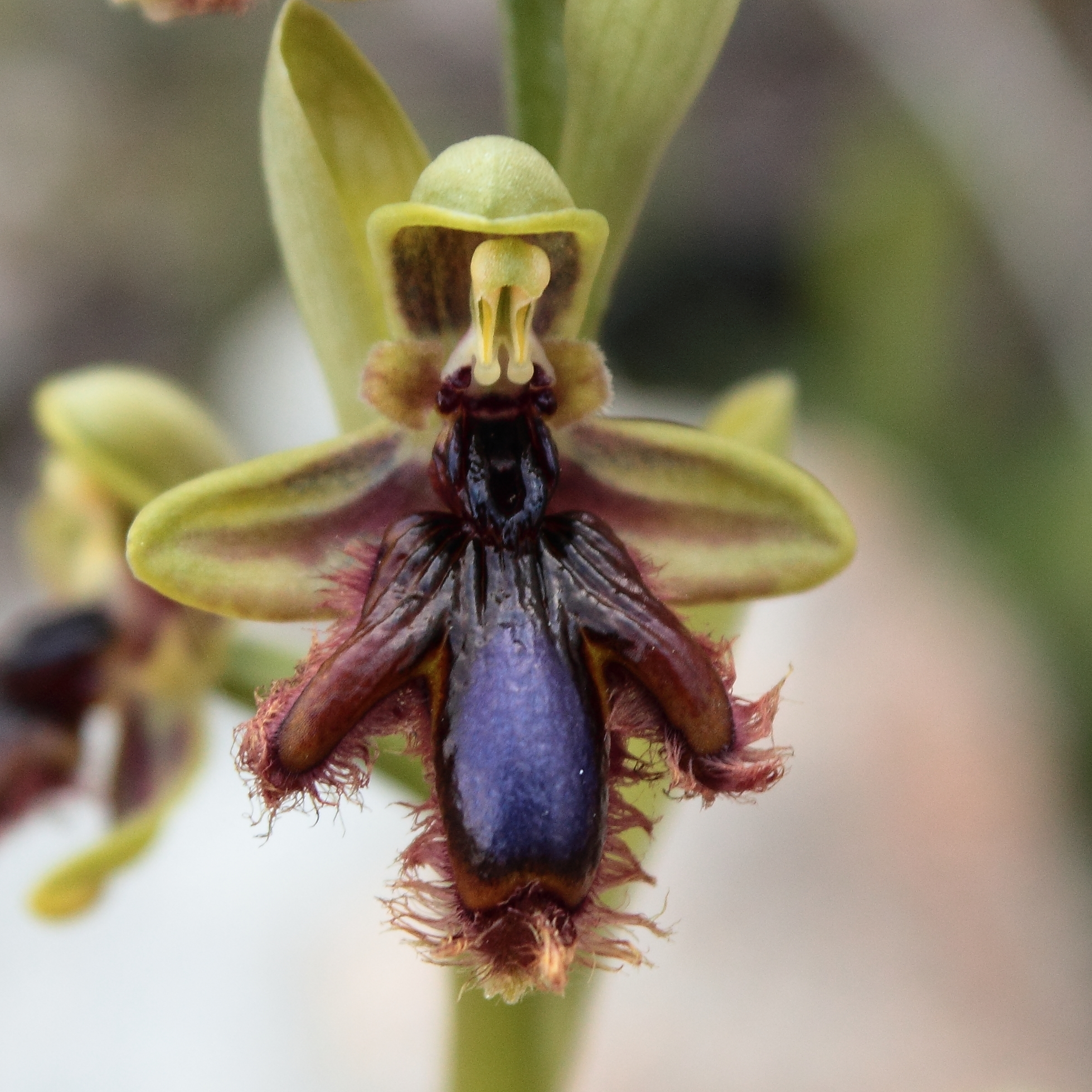
Ophrys speculum subsp. lusitanica

Die Iberische Spiegel-Ragwurz (Ophrys vernixia), auch Iberische Ragwurz genannt, ist eine Art der Gattung Ragwurzen (Ophrys) in der Familie der Orchideengewächse (Orchidaceae). Von einigen Autoren wird Ophrys vernixia als Synonym von Ophrys speculum subsp. lusitanica betrachtet.

## Beschreibung
Diese mehrjährige krautige Pflanze erreicht Wuchshöhen zwischen 15 und 50 cm.
Der Blütenstand umfasst fünf bis fünfzehn Blüten, die der Spiegel-Ragwurz (Ophrys speculum) sehr ähnlich sind. Die Kelchblätter sind aber nicht oder nur schwach braunrot gestreift, während die Kronblätter gelb-orange oder hell braunrot erscheinen. Der sowohl längs als auch quer stark gewölbte Mittellappen weist einen gelben unbehaarten Rand auf. Die lineal-lanzettlichen Seitenlappen erscheinen entweder halb so lang oder länger als der Mittellappen. Das dunkelblaue Mal ist orange oder olivbraun umrandet.
Die Blütezeit erstreckt sich von März bis April. Diese Art blüht immer zwei bis drei Wochen später als die Spiegel-Ragwurz.

## Verbreitung und Standortbedingungen
Diese Orchideenart ist endemisch in drei verschiedenen Gebieten auf der Iberischen Halbinsel. Das erste Gebiet liegt in der Mitte Portugals, in Estremadura. Auch in Südportugal an der Algarve und im Süden Spaniens in den Provinzen Córdoba und Jaén ist diese Art heimisch.
Man findet die Iberische Spiegel-Ragwurz auf Magerrasen und Garriguen mit trockenen bis frischen, basenreichen Böden. Im Gebirge kommt diese Art bis zu einer Höhe von 500 Metern über NN vor.